# Еленор Голм
Еленор Голм (англ. Eleanor Holm, 6 грудня 1913 — 31 січня 2004) — американська плавчиня.
Олімпійська чемпіонка 1932 року, учасниця 1928 року.